# Torres Kuwait
As Torres Kuwait são três torres localizadas na cidade do Kuwait, sendo um dos principais símbolos da mesma.

## Características
A torre principal tem 187 metros de altura, possuindo um restaurante, e servindo também como caixa d'água, além de possuir uma esfera giratória, proporcionando uma vista panorâmica da cidade.
A segunda torre tem 145,8 metros de altura e serve também como caixa d'água.
A terceira torre guarda os equipamentos para controle das duas primeiras. As duas torres têm capacidade para 4,500 metros cúbicos de água. As torres foram projetadas por Sune Lindström e Malene Björn e foram construídas pela Energoprojekt, uma empresa de Belgrado.

### Abertura e danos
Foram abertas ao público em março de 1979, e foram danificadas durante a ocupação do Kuwait pelo Iraque, e durante a Guerra do Golfo, tendo sido recuperadas posteriormente.